# Lytvynblocket

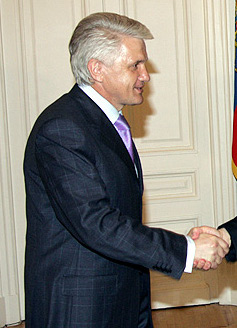
Volodymyr Lytvyn, ledaren av Lytvynblocket.

Lytvynblocket (Блок Литвина) var en valallians i Ukraina, uppkallad efter ledaren Volodymyr Lytvyn som grundades 2006. Den upplöstes år 2012 efter att Verchovna Rada, den 17 november 2011, hade antagit en lag som förbjuder valallianser vid parlamentsvalet.
Alliansen bestod av Folkpartiet (Lytvyns eget parti) och Ukrainas arbetarparti.
I parlamentsvalet den 30 september 2007 erövrade man 924 538 röster (3,96 %) och 20 av 450 mandat. Koalitionen ingick, tillsammans med  Regionernas parti och Ukrainas kommunistiska parti, i Mykola Azarovs regering från mars 2010.